# Hilmar Zigerlig
Hilmar Zigerlig (geboren am 28. Januar 1946 in Oberriet; gestorben am 10. Dezember 2021) war ein Schweizer Fussballspieler.

## Laufbahn
Als Junior spielte Zigerlig beim FC Montlingen im St. Galler Rheintal. Wo ihn der ehemalige National- und GC-Spieler Hans Hagen entdeckte und dem damaligen GC-Trainer Albert Sing empfahl.
Seine erste Station im Spitzenfussball waren die Grasshoppers, für die er ab der Saison 1964/65 bis 1966 als Verteidiger spielte.
Danach wechselte in die nördliche Nachbarstadt zum FC Winterthur, wo er meist im defensiven Mittelfeld zum Einsatz kam. In seiner ersten Saison stieg Winterthur zwar ab. In der nächsten Saison schaffte Winterthur jedoch den direkten Wiederaufstieg und erreichte in der gleichen Saison den Cupfinal. Zigerlig absolvierte in den fünf von sechs Saisons, bei denen er für Winterthur in der höchsten Liga spielte, 104 Spiele und schoss dabei sieben Tore.
1972 wechselte Zigerlig von Winterthur zurück nach Zürich, dieses Mal zum FC Zürich (FCZ). Für den FCZ spielte er bis 1977 und wurde mit den Zürchern dreimal Schweizer Meister (1974, 1975, 1976) und zweimal Cupsieger (1973, 1976).
Seine Karriere schloss Zigerlig 1977/78 bei den Young Fellows Zürich ab. Nach Karriereende trainierte er jahrelang den Zürcher Quartierverein FC Altstetten sowie den FC Regensdorf.